# Jean Graczyk
Jean Philippe Graczyk (Neuvy-sur-Barangeon, 26 de mayo de 1933-Vignoux-sur-Barangeon, 27 de junio de 2004) fue un deportista francés que compitió en ciclismo en las modalidades de pista y ruta. Era hijo de padres polacos, y se nacionalizó francés en 1949.
Participó en los Juegos Olímpicos de Melbourne 1956, obteniendo una medalla de plata en la prueba de persecución por equipos (junto con Jean-Claude Lecante, Michel Vermeulin y René Bianchi).
En carretera fue profesional entre 1955 y 1972, y obtuvo cinco victorias de etapa en el Tour de Francia y otras cinco en la Vuelta a España. Además, fue el ganador de la París-Niza de 1959.

## Medallero internacional
| Juegos Olímpicos | Juegos Olímpicos      | Juegos Olímpicos | Juegos Olímpicos        |
| Año              | Lugar                 | Medalla          | Competición             |
| ---------------- | --------------------- | ---------------- | ----------------------- |
| 1956             | Melbourne (Australia) | Medalla de plata | Persecución por equipos |

## Palmarés
| 1955 - 1 etapa de la Ruta de Francia 1957 - Circuito de las seis Provincias del Sud-est, más 3 etapas y la clasificación por puntos 1958 - Clasificación por puntos en el Tour de Francia - Clasificación por puntos en la Dauphiné Libéré, más 1 etapa - 1 etapa en la Vuelta a España 1959 - París-Niza - Gran Premio de Antibes - 1 etapa en el Tour de Francia 1960 - Super Prestige Pernod International - Critèrium Nacional - Gran Premio de Mónaco - 4 etapas del Tour de Francia, clasificación por puntos y Combatividad - 1 etapa en el Giro de Cerdeña - 1 etapa en la París-Niza - 1 etapa en la Dauphiné Libéré | 1961 - Roma-Nápoles-Roma, más 1 etapa - 1 etapa en la Dauphiné Libéré 1962 - 4 etapas en la Vuelta a España - 1 etapa en la París-Niza 1963 - Gran Premio de Mónaco - 2 etapas en la Volta a Cataluña - 1 etapa del Tour du Sud-Est |

## Resultados en Grandes Vueltas y Campeonatos del Mundo
| Carrera         | 1955 | 1956 | 1957 | 1958 | 1959 | 1960 | 1961 | 1962 | 1963 | 1964 | 1965 | 1966 | 1967 | 1968 | 1969 | 1970 | 1971 | 1972 |
| --------------- | ---- | ---- | ---- | ---- | ---- | ---- | ---- | ---- | ---- | ---- | ---- | ---- | ---- | ---- | ---- | ---- | ---- | ---- |
| Giro de Italia  | -    | -    | -    | -    | -    | -    | -    | -    | -    | -    | -    | 62.º | -    | -    | -    | -    | -    | -    |
| Tour de Francia | -    | -    | Ab.  | 14.º | 35.º | 13.º | -    | -    | 38.º | 72.º | 76.º | -    | -    | -    | -    | -    | -    | -    |
| Vuelta a España | -    | -    | -    | 29.º | -    | -    | -    | 25.º | -    | -    | -    | -    | 71.º | Ab.  | -    | -    | -    | -    |
| Mundial en Ruta | -    | -    | -    | 24.º | -    | 30.º | -    | -    | -    | -    | -    | -    | -    | -    | -    | -    | -    | -    |

-: no participa

Ab.: abandono